# Mark Heap
Mark Heap, född 13 maj 1957 i Kodaikānāl, är en brittisk skådespelare. Heap har medverkat i tv-serier som Spaced, Green Wing och Friday Night Dinner.

## Filmografi i urval
- 1994 – The Bill (TV-serie)
- 1994 – Seaforth (TV-serie)
- 1997 – Mavis Davis - en divas sista dagar
- 1997–1998 – Alas Smith & Jones (TV-serie)
- 1998 – Kiss me Kate (TV-serie)
- 1999–2001 – Spaced (TV-serie)
- 2002 – Om en pojke
- 2004 – Ett fall för Dalziel & Pascoe (TV-serie)
- 2004–2006 – Green Wing (TV-serie)
- 2005 – Kalle och chokladfabriken
- 2006 – Scoop
- 2007 – Agatha Christie's Marple (TV-serie)
- 2007 – Stardust
- 2008–2011 – Från Lark Rise till Candleford (TV-serie)
- 2009 – Desperate Romantics (TV-serie)
- 2010 – Miranda (TV-serie)
- 2011–2012 – Spy (TV-serie)
- 2011–2020 – Friday Night Dinner (TV-serie)
- 2012 – The Indian Doctor (TV-serie)
- 2012–2016 – The Increasingly Poor Decisions of Todd Margaret (TV-serie)
- 2013 – The World's End (TV-serie)
- 2013 – Morden i Midsomer (TV-serie)
- 2014 – Mord i paradiset (TV-serie)
- 2016 – Unge kommissarie Morse (TV-serie)
- 2016 – Att vara eller inte vara Shakespeare (TV-serie)
- 2026 – The Magic Faraway Tree